# Grive dama
Zoothera dauma
Espèce
Statut de conservation UICN

 LC  : Préoccupation mineure
La Grive dama anciennement Grive dorée (Zoothera dauma) est une espèce d'oiseaux appartenant à la famille des Turdidae.